# Cristina Rose Scofield
Cristina Rose Scofield (ook wel bekend als Christina Hampton) is een personage uit de serie Prison Break. Ze wordt gespeeld door actrice Kathleen Quinlan.
Cristina is de moeder van Michael Scofield en van Lincoln Burrows. Ze werkt voor The Company en wil Scylla in handen krijgen. Ze kent geen enkele genade, zelfs niet voor haar eigen kinderen. 